# Giammaria Mazzuchelli
Giammaria Mazzuchelli ou Mazzucchelli, né à Brescia le 28 octobre 1707 et mort dans cette même ville le 19 novembre 1765, était un écrivain italien du XVIIIe siècle. Giammaria Mazzuchelli est l'auteur de nombreuses biographies d'écrivains, rassemblées dans Scrittori d'Italia, cioès notizie storiche et critiche intorno alle vite ed agli scritti dei Letterati italiani (publié en six volumes de 1753 à 1763, et resté inachevé). Un musée lui est consacré, la Casa Museo Giammaria Mazzuchelli ; il se trouve dans l'ancienne villa de la famille Mazzuchelli, à Ciliverghe di Mazzano, entre Brescia et le lac de Garde.

## Biographie
Giammaria Mazzuchelli naquit Brescia le 28 octobre 1707, d’une famille illustre qui a produit plusieurs hommes d’un rare mérite. Son père, savant lui-même, et qui s’était appliqué avec succès à l’étude du droit public d’Italie, ne négligea rien pour favoriser le développement de ses heureuses dispositions. Le jeune Mazzuchelli fut envoyé à Bologne, où il étudia avec une égale ardeur les belles-lettres, la philosophie et les mathématiques. A peine sorti des bancs, il conçut un projet capable de rebuter, par son étendue et les difficultés sans nombre qu’il présentait, tout homme moins zélé pour la gloire des lettres et de son pays. Il s’agissait de rassembler et de mettre en ordre des recherches sur la vie et les ouvrages de tous les écrivains d’Italie depuis les temps les plus anciens, c’est-à-dire de faire pour l’Italie, seul et sans secours, ce que plusieurs générations de savants n’ont pu exécuter pour la France dans l’espace de près d’un siècle. Il était impossible qu’il pût jamais achever ce grand travail ; mais ce qu’il en a publié suffit pour attacher à son nom une célébrité durable et pour justifier tous les éloges de ses compatriotes. Mazzuchelli avait dès 1738 formé une réunion d’hommes qui partageaient son goût pour la littérature et les sciences ; il mit à leur disposition une bibliothèque choisie et une collection précieuse de médailles, d’antiquités et d’objets d’histoire naturelle qu’il avait recueillis lui-même. On y admirait, surtout en médailles frappées en l’honneur des hommes illustres et savants, la suite la plus nombreuse que l’on connût en Europe. Il fut pendant longtemps président ou conservateur en chef de la belle bibliothèque que le cardinal Querini avait laissée à la ville de Brescia ; et ce précieux dépôt s’enrichit considérablement sous sa direction. Tant d’occupations ne l’empêchèrent point de rendre à son pays les services qu’on avait droit d’attendre de ses talents ; il accepta et remplit avec autant de zèle que de désintéressement des fonctions municipales. Une mort prématurée l’enleva aux lettres et à ses nombreux amis le 19 novembre 1765, douze jours après avoir eu le chagrin de perdre une épouse chérie qui l’avait rendu père de douze enfants.

## Œuvres

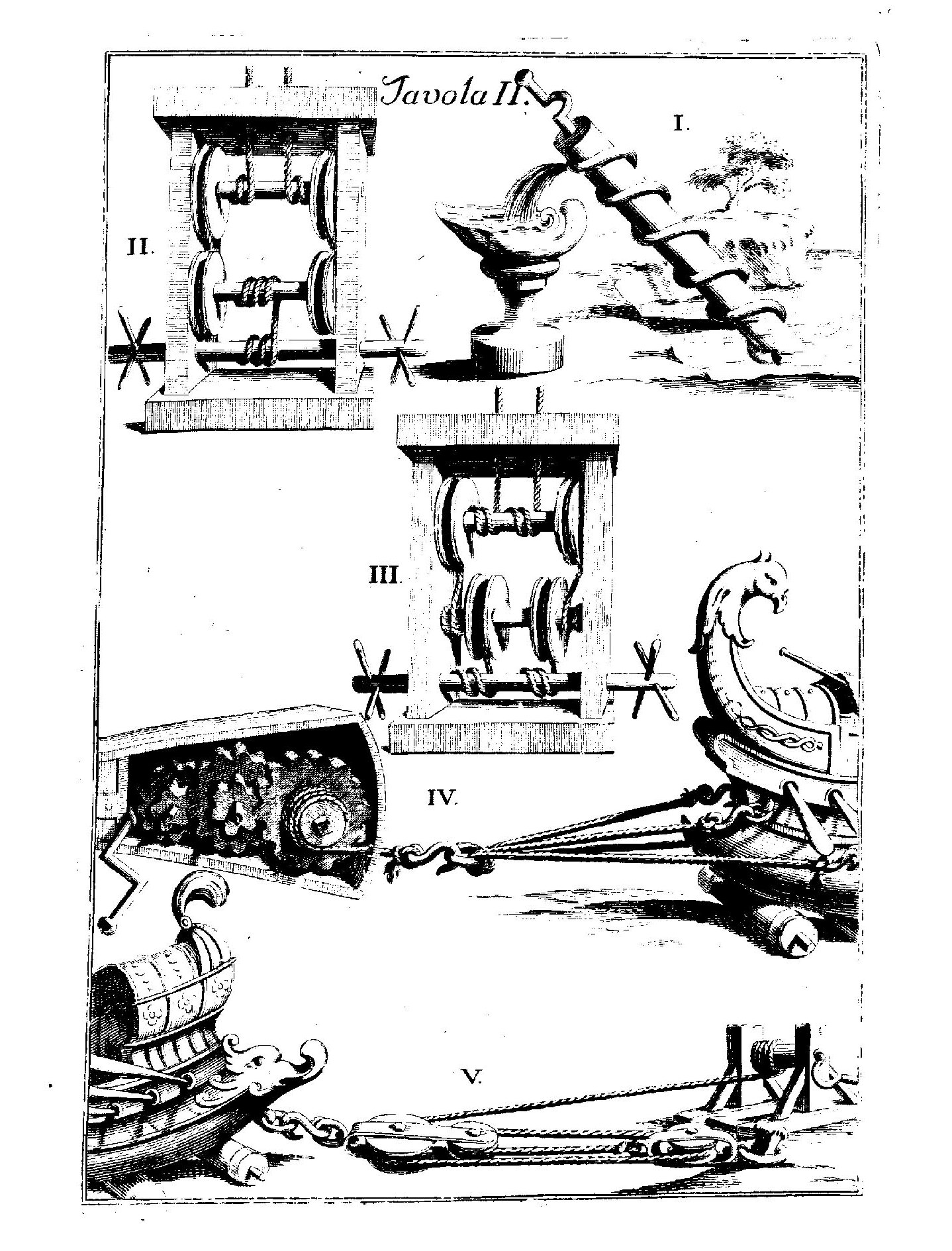
Notizie istoriche e critiche intorno alla vita, alle invenzioni, ed agli scritti di Archimede siracusano, 1737

Mazzuchelli, membre des principales académies d’Italie, était en relation d’amitié ou de services avec les savants les plus distingués de l’Europe. Sa Correspondance forme un recueil de quarante volumes, dont on pourrait publier un choix très-intéressant. Son grand ouvrage est intitulé Gli scrittori d’Italia, cioè notizie storiche e critiche intorno alle vite ed agli scritti dei letterati italiani, Brescia, 1753-63, 6 vol. in-fol. Cet ouvrage, rédigé d’après un ordre rigoureusement alphabétique, ne contient que les deux premières lettres ; mais l’auteur avait laissé d’immenses matériaux pour la continuation de ce travail, qui devait comprendre en tout plus de cinquante mille articles ; chacun des volumes qui ont paru n’en contiennent que quinze à seize cents. On ne peut assez s’étonner qu’il ne se soit encore présenté personne pour terminer une entreprise si honorable pour l’Italie. Chaque notice est une biographie complète à laquelle il est presque impossible de rien ajouter. Mazzuchelli en avait publié quelques-unes séparément pour sonder les goûts du public et pour solliciter les conseils et les secours des savants. On cite les suivantes : Notizie intorno alla vita, alle invenzioni ed agli scritti di Archimede, Brescia, 1737, grand in-4°, fig. ; rare et recherché ; — Vita di Pietro Aretino, Padoue, Comino, 1741, in-8°. Cet excellent morceau biographique a été réimprimé avec des additions, Brescia, 1763, fort in-8°. Il y a des exemplaires de la première édition sur papier bleu. — Notizie intorno alla vita di P. d’Abano, Venise, 1740, in-12 ; inséré dans le tome 23 de la Raccolta Calogerana, et traduit en français par Jean Goulin dans les Mémoires pour servir à l’histoire de la médecine. La Vie de Luigi Alamanni avait d’abord paru en tête de la réimpression de son poème de la Coltivazione, Vérone. 1745 ; et celle de Jacopo Bonfadio en tête d’une nouvelle édition de ses Opere Volgari, Brescia, 1746. Mazzuchelli a publié les Vite d’uomini illustri Fiorentini, de Filippo Villani, avec des corrections et des additions plus importantes que l’ouvrage. On cite encore de lui ; — la Vie de Scipion Capece, dans un recueil des meilleurs pièces de différents poètes latins modernes, Padoue 1751 ; celle de Giusto de’ Conti dans nouvelle édition de la Bella mano, Vérone, 1753 ; — Notizie intorno ad Isotta da Rimini, 2e édition, augmentée, Brescia, 1759, in-8°. — différents articles dans les Recueils littéraires publiés de son temps en Italie ; — Onze lettres à Carl’Antonio Tanzi, Milanais, imprimées dans le recueil de Calogerà, tome 6. Il a laissé en manuscrit un grand nombre d’ouvrages parmi lesquels on distingue : Mémoires littéraires, 8 vol. — les Vies des littérateurs italiens contemporains, 3 vol., etc. P. A. de’ Conti Gaëtani a publié la description des médailles des grands hommes du Musée de Mazzuchelli sous ce titre : Museum Mazzuchellianum seu numismata Virorum doctrina præstantium quæ apud J. M. Mazzuchellium servantur edita atque illustrata cum versione italica, a Cosimo Meo, Venise, 1761-63, 2 vol. in-fol., avec 208 planches ; recueil rare et cher. Le tome 3, qui devait terminer l’ouvrage, est demeuré inédit.